# Eudolium bairdii
Eudolium bairdii is een slakkensoort uit de familie van de Tonnidae. De wetenschappelijke naam van de soort werd in 1881 voor het eerst geldig gepubliceerd door Verrill & Smith.